# This Is a Call
This Is a Call è un singolo del gruppo musicale statunitense Foo Fighters, pubblicato il 19 giugno 1995 come primo estratto dal primo album in studio Foo Fighters.

## Tracce
Testi e musiche di Dave Grohl, eccetto dove indicato.
CD promozionale (Regno Unito), 7" promozionale (Regno Unito)
1. This Is a Call – 3:52

CD singolo (Australia, Regno Unito), 12" (Regno Unito), MC (Nuova Zelanda)
1. This Is a Call – 3:52
2. Winnebago – 4:11 (Dave Grohl, Geoff Turner)
3. Podunk – 3:03

CD singolo (Francia), 7" (Regno Unito)
1. This Is a Call – 3:52
2. Winnebago – 4:11 (Dave Grohl, Geoff Turner)

## Formazione
- Dave Grohl – voce, chitarra, basso, batteria

## Classifiche
| Classifica (1995)             | Posizione massima |
| ----------------------------- | ----------------- |
| Australia                     | 9                 |
| Canada                        | 29                |
| Irlanda                       | 16                |
| Nuova Zelanda                 | 11                |
| Paesi Bassi                   | 32                |
| Regno Unito                   | 5                 |
| Stati Uniti (alternative)     | 2                 |
| Stati Uniti (mainstream rock) | 6                 |